# Остеоартрит
Остеоартритът (Osteoarthritis), известен още като остеоартроза, артроза или дегенеративна ставна болест е най-често срещаният вид артрит. Това е заболяване, при което настъпва изменение на ставата, стесняване на ставната цепка. Това ограничава движението и е съпроводено със силни болки. Най-общо това заболяване се определя като „изхабяване“ на ставата. Със сигурност е установено, че наднормената маса (независимо от възрастта) натоварва ставите и може да причини артроза. Заболяването се среща 10 пъти по-често при жените, като заболелите са предимно над 50-годишна възраст, но могат да боледуват и млади хора.
Артрозни изменения в ставите на ръцете могат да настъпят вследствие на системно излагане на влага и студ и при професионални пренатоварвания. Главните признаци са болка и подуване, последвани от постепенна деформация на пръстите.
Болестта бива първична и вторична. Първичната артроза се развива у предразположени към нея лица, а вторична – след възпалителни ставни заболявания или при вродени и придобити ставни малформации.

## Причини
Основните фактори за ставното разрушаване са:
- износване на ставния хрущял с напредване на възрастта;[1]
- претоварване на ставите на хора с наднормено тегло, тежка физическа работа, спорт;[1]
- предшестващи възпалителни заболявания на ставите.[1]

## Признаци
Най-характерните признаци на артроза са болки, деформация на ставата и ограничаване на нейните движения. Болките в засегнатите стави са строго индивидуални и зависят от чувствителността на пациента.

## Лечение
Лечението на артроза следва да намали увреждането на ставите и болката. Пациентът може да бъде облекчен от прилагането на различни физиотерапевтични процедури, електро-акупунктура и балнеотерапия.